# 商陽穴
商陽穴（しょうようけつ）は、手の陽明大腸経に所属する1番目の経穴である。同経の井金穴である。

## 部位
示指の橈側で爪甲を去ること1分に取穴する。

## 名前の由来
商は商いを意味し、五音の金に属する他、手の太陰肺経と陽明大腸経は表裏一体の関係もあり、経気は金陰に属している肺経の少商穴から金陽に属す大腸経の商陽穴にめぐることから名づけられた。

## 効能
咽喉腫痛、下顎部腫脹、下歯痛、難聴、耳鳴、視神経萎縮、熱病汗不出、卒倒、中風昏迷、喘咳に効く。